# Movie Gallery
Movie Gallery, Inc. (på  NASDAQ-börsen MOVI var en hyrvideokedja i USA och Kanada, och den näst största efter Blockbuster Video.
Kedjan köpte i mars 2005 upp Hollywood Video.
Den 30 april 2010 meddelades att företaget försatts i konkurs, och butikerna tvingades stänga igen. När kedjan var som störst hade den cirka 4 700 butiker runtom i Nordamerika. De sista butikerna stängde igen i augusti 2010.